# استان بسکره
| استان بسکره        | استان بسکره         |
| ------------------ | ------------------- |
|                    |                     |
| Algeria-Biskra.png |                     |
| کشور               | الجزایر             |
| مساحت              | ۲۰,۹۸۶ کیلومتر مربع |
| جمعیت              |                     |
| جمعیت              | ۷۳۰,۲۶۲             |
| تراکم جمعیت        | ۳۴.۸/کیلومتر مربع   |
| شمارگان            |                     |
| شمارهٔ استان        | ۷                   |
| پیش‌شمارهٔ تلفنی     | ۰۳۳                 |
| تعداد فرمانداری‌ها  | ۱۲                  |
| تعداد شهرستان‌ها    | ۳۳                  |
| کد پستی            |                     |

بِسکره نام استان هفتم کشور الجزایر است که در بخش شرقی این کشور جای دارد.

## جغرافیا
این استان از سوی شمال با استان باتنه، از شمال غربی با استان مسیله، شمال شرقی با استان خنشله و از جنوب با استان‌های جلفه و وادی همسایه است.
جمعیت این استان ۸۸۰۸۳ نفر و تراکم جمعیت در این استان ۲۸ نفر در کیلومتر مربع است.
این استان فراورده‌های خرمای معروفی دارد.

## شهرستان ها
این استان ۳۳ شهرستان به قرار زیر دارد:
| - بسکرة - الحاجب - لوطایة - جمورة - البرانیس - القنطرة - عین زعطوط - سیدی عقبة - شتمة - الحوش - عین الناقة | - زربیة الوادی - المزیرعة - خنقة سیدی ناجی - الفیض - مشونش - طولقة - بوشقرون - برج بن عزوز - لیشانه - فوغاله - الغروس | - أولاد جلال - الدوسن - الشعیبة - سیدی خالد - البسباس - راس المیعاد - اورلال - أوماش - ملیلی - مخادمة - لیوة |  |